# I7 serie 3000
Core I7 3***   è il nome commerciale di una serie di microprocessori della famiglia di I7 di terza generazione sviluppata da Intel. La serie è stata introdotta nel febbraio 2011 con un'architettura a 32 nm già usata nei precedenti processori, ma nel 2012 è passata a una nuova architettura a 22 nm.

## Descrizione generale
I processori i7 3*** sviluppati da Intel vengono presentati nel 2011 con architettura  Sandy Bridge-E a 32 nanometri.
Nell’aprile 2012 vengono introdotti nel mercato i nuovi processori della stessa generazione ma con una nuova architettura, Ivy Bridge, a 22 nm. La nuova architettura ha un progetto molto simile a quella precedente ma consente fino al 20% in più di produttività con il clock che arriva a 4 GHz e ha configurazioni multi core fino a 8 core.
L’architettura Sandy Bridge-E usata inizialmente si distingueva da quella usata nella generazione precedente per l’assenza del comparto grafico Intel HD 3000. Ivy Bridge, basata su un nuovo processo produttivo e con innovativi transistor Tri-gate, dispone di un comparto grafico integrato Intel HD 4000.
I nuovi processori hanno tuttavia una leggera difficoltà nel dissipare il calore in modo efficiente, soprattutto in caso di overclocking. Questo effetto è accentuato nelle versioni desktop rispetto ai precedenti processori a causa dell’uso di una pasta termica, posta tra l’Integrated Heat Spreader (IHS) e il die della CPU, che ha sostituito l’uso della saldatura fluxless impiegata in precedenza.
I processori con il suffisso k garantiscono la presenza di un moltiplicatore sbloccato che moltiplica la frequenza base del bus per maggiore potenza.

## Modelli arrivati sul mercato
Nella tabella che segue sono indicati i modelli di Core i7 di terza generazione arrivati sul mercato.
| Nome Commerciale         | Data di immissione sul mercato | Socket | Numero di core | Numero di thread | Clock  | Turbo boost | Processo produttivo | Watt | Gpu           | Core           | Ram            |
| ------------------------ | ------------------------------ | ------ | -------------- | ---------------- | ------ | ----------- | ------------------- | ---- | ------------- | -------------- | -------------- |
| i7 3770                  | 04/2012                        | 1155   | 4              | 8                | 3.4Ghz | 3.9Ghz      | 22 nm               | 77   | Intel Hd 4000 | Ivy Bridge     | 32gb, 1600 Mhz |
| i7 3770k                 | 04/2012                        | 1155   | 4              | 8                | 3.5Ghz | 3.9Ghz      | 22 nm               | 77   | Intel Hd 4000 | Ivy Bridge     | 32gb, 1600 Mhz |
| i7 3770s                 | 04/2012                        | 1155   | 4              | 8                | 3.1Ghz | 3.9Ghz      | 22 nm               | 65   | Intel Hd 4000 | Ivy Bridge     | 32gb, 1600 Mhz |
| i7 3770t                 | 04/2012                        | 1155   | 4              | 8                | 2.5Ghz | 3.7Ghz      | 22 nm               | 45   | Intel Hd 4000 | Ivy Bridge     | 32gb, 1600 MHz |
| i7 3820                  | 02/2012                        | 2011   | 4              | 8                | 3.6Ghz | 3.8Ghz      | 32 nm               | 130  | Intel Hd 4000 | Sandy Bridge-E | 64gb, 1600 Mhz |
| i7 3930k                 | 11/2011                        | 2011   | 6              | 12               | 3.2Ghz | 3.8Ghz      | 32 nm               | 130  | No            | Sandy Bridge-E | 64gb, 1600 Mhz |
| i7 3960x Extreme Edition | 11/2011                        | 2011   | 6              | 12               | 3.3Ghz | 3.9Ghz      | 32 nm               | 130  | No            | Sandy Bridge-E | 64gb, 1600 Mhz |
| I7 3970x Extreme Edition | 11/2012                        | 2011   | 6              | 12               | 3.5Ghz | 4.0Ghz      | 32 nm               | 150  | No            | Sandy Bridge-E | 64gb, 1600 Mhz |

| Nome Commerciale          | Data di immissione sul mercato | Socket      | Numero di core | Numero di thread | Clock  | Turbo boost | Processo produttivo | Watt | Gpu           | Core       | Ram            |
| ------------------------- | ------------------------------ | ----------- | -------------- | ---------------- | ------ | ----------- | ------------------- | ---- | ------------- | ---------- | -------------- |
| I7 3517U                  | 06/2012                        | BGA-1023    | 2              | 4                | 1.9Ghz | 3Ghz        | 22 nm               | 17   | Intel Hd 4000 | Ivy Bridge | 32gb, 1600 Mhz |
| i7 3517UE                 | 06/2012                        | G2 BGA-1023 | 2              | 4                | 1.7Ghz | 2.8Ghz      | 22 nm               | 17   | Intel Hd 4000 | Ivy Bridge | 32gb,1600 Mhz  |
| I7 3520M                  | 06/2012                        | BGA-1023    | 2              | 4                | 2.5Ghz | 3.6Ghz      | 22 nm               | 35   | Intel Hd 4000 | Ivy Bridge | 32gb, 1600 Mhz |
| I7 3555LE                 | 06/2012                        | BGA-1023    | 2              | 4                | 2.5Ghz | 3.5Ghz      | 22 nm               | 25   | Intel Hd 4000 | Ivy Bridge | 32gb, 1600 Mhz |
| i7 3667U                  | 06/2012                        | BGA-1023    | 2              | 4                | 2Ghz   | 3.2Ghz      | 22 nm               | 17   | Intel Hd 4000 | Ivy Bridge | 32gb, 1600 Mhz |
| I7 3610QM                 | 04/2012                        | G2          | 4              | 6                | 2.3Ghz | 3.3Ghz      | 22 nm               | 45   | Intel Hd 4000 | Ivy Bridge | 32gb, 1600 Mhz |
| I7 3610QE                 | 04/2012                        | G2 BGA-1224 | 4              | 6                | 2.3Ghz | 3.3Ghz      | 22 nm               | 45   | Intel Hd 4000 | Ivy Bridge | 32gb, 1600 Mhz |
| I7 3612QM                 | 04/2012                        | G2 BGA-1224 | 4              | 6                | 2.1Ghz | 3.1Ghz      | 22 nm               | 35   | Intel Hd 4000 | Ivy Bridge | 32gb, 1600 Mhz |
| I7 3612QE                 | 04/2012                        | BGA-1023    | 4              | 6                | 2.1Ghz | 3.1Ghz      | 22 nm               | 45   | Intel Hd 4000 | Ivy Bridge | 32gb, 1600 Mhz |
| I7 3615QM                 | 04/2012                        | BGA-1224    | 4              | 6                | 2.3Ghz | 3.3Ghz      | 22 nm               | 45   | Intel Hd 4000 | Ivy Bridge | 32gb, 1600 Mhz |
| I7 3615QE                 | 04/2012                        | BGA-1023    | 4              | 6                | 2.3Ghz | 3.3Ghz      | 22 nm               | 45   | Intel Hd 4000 | Ivy Bridge | 32gb, 1600 Mhz |
| I7 3630QM                 | 09/2012                        | G2          | 4              | 6                | 2.4Ghz | 3.4Ghz      | 22 nm               | 45   | Intel Hd 4000 | Ivy Bridge | 32gb, 1600 Mhz |
| I7 3632QM                 | 10/2012                        | G2 BGA-1224 | 4              | 6                | 2.2Ghz | 3.2Ghz      | 22 nm               | 35   | Intel Hd 4000 | Ivy Bridge | 32gb, 1600 Mhz |
| I7 3635QM                 | 09/2012                        | BGA-1224    | 4              | 6                | 2.4Ghz | 3.4Ghz      | 22 nm               | 45   | Intel Hd 4000 | Ivy Bridge | 32gb, 1600 Mhz |
| I7 3720QM                 | 04/2012                        | G2 BGA-1224 | 4              | 6                | 2.6Ghz | 3.6Ghz      | 22 nm               | 45   | Intel Hd 4000 | Ivy Bridge | 32gb, 1600 Mhz |
| I7 3740QM                 | 09/2012                        | G2 BGA-1224 | 4              | 8                | 2.7Ghz | 3.7Ghz      | 22 nm               | 45   | Intel Hd 4000 | Ivy Bridge | 32gb, 1600 Mhz |
| I7 3820QM                 | 04/2012                        | G2 BGA-1224 | 4              | 8                | 2.7Ghz | 3.7Ghz      | 22 nm               | 45   | Intel Hd 4000 | Ivy Bridge | 32gb, 1600 Mhz |
| I7 3840QM                 | 04/2012                        | G2 BGA-1224 | 4              | 8                | 2.9Ghz | 3.8Ghz      | 22 nm               | 45   | Intel Hd 4000 | Ivy Bridge | 32gb, 1600 Mhz |
| I7 3920XM Extreme Edition | 04/2012                        | G2          | 4              | 8                | 2.9Ghz | 3.8Ghz      | 22 nm               | 55   | Intel Hd 4000 | Ivy Bridge | 32gb, 1600 Mhz |
| I7 3940XM Extreme Edition | 09/2012                        | G2          | 4              | 8                | 2.9Ghz | 3.8Ghz      | 22 nm               | 55   | Intel Hd 4000 | Ivy Bridge | 32gb, 1600Mhz  |